# Брдо Утињско
Брдо Утињско је насељено место на Кордуну, у саставу општине Војнић, Карловачка жупанија, Република Хрватска.

## Историја
Брдо Утињско се од распада Југославије до августа 1995. године налазило у Републици Српској Крајини.

## Становништво
Брдо Утињско је према попису из 2011. године имало 73 становника.

### Број становника по пописима
| Националност   | 2001. | 1991. | 1981. | 1971. | 1961. | 1953. | 1948. | 1931. | 1921. | 1910. | 1900. | 1890. | 1880. | 1869. | 1857. |
| бр. становника | 126   | 193   | 273   | 307   | 340   | 322   | 274   | 308   | 247   | 227   | 204   | 232   | 161   | 173   | 157   |

- напомене:

До 1900. исказивано под именом Брдо.

### Национални састав
| Националност       | 2001.        | 1991.        | 1981.        | 1971.      | 1961.      |
| Срби               | 107 (84,92%) | 184 (95,33%) | 253 (92,67%) | 307 (100%) | 340 (100%) |
| Хрвати             | 16 (12,69%)  | 2 (1,03%)    | 0            | 0          | 0          |
| Југословени        | 0            | 5 (2,59%)    | 16 (5,86%)   | 0          | 0          |
| остали и непознато | 3 (2,38%)    | 2 (1,03%)    | 4 (1,46%)    | 0          | 0          |
| Укупно             | 126          | 193          | 273          | 307        | 340        |